# Glyphodera annulimanus
Glyphodera annulimanus är en tvåvingeart som beskrevs av Günther Enderlein 1922. Glyphodera annulimanus ingår i släktet Glyphodera och familjen skridflugor. Inga underarter finns listade i Catalogue of Life.